# Sangay
Sangay è uno stratovulcano costantemente attivo nel sud-est dell'Ecuador. Si trova nella Provincia di Morona-Santiago.
È il più meridionale e il vulcano più attivo nel paese ed è conosciuto per l'esplosione di dense nubi di cenere, che dal 1976 ha costruito una cupola.